# Gangsta rap
Sous-genres
Pimp rap, mafioso rap
Genres dérivés
Drill
Genres associés
G-funk
Le gangsta rap est un sous-genre du hip-hop ayant émergé à la fin des années 1980 sur la côte ouest des États-Unis, et qui a principalement été véhiculé par des artistes comme Dr. Dre, Tupac, Snoop Dogg, Too $hort, Ice-T ou le groupe N.W.A. Il connait son apogée de départ à Compton (Californie), dans le comté de Los Angeles, à travers le groupe N.W.A. Les premiers rappeurs gangsta sont issus de gangs, et racontent leur vie dans la violence. C'est une des raisons pour lesquelles certains thèmes sont récurrents, comme notamment la drogue, la haine des représentants de la loi, le proxénétisme et l'argent. Cependant, au fil des années, les thèmes abordés par le genre évoluent pour être finalement présentés de façon idéalisée et erronée.
Les thèmes fondateurs et récurrents du gangsta rap sont l'argent et la réussite, essentiellement financière ; les femmes, la drogue et son commerce, les meurtres et autres activités illégales, ce que désigne le terme « gangsta », issu de l'argot anglophone gangster. À l'origine lancé sur la côte Ouest, le genre est implanté dans la majeure partie des États-Unis et, en particulier, sur la côte est. Schoolly D, rappeur gangsta conscient et revendicatif originaire de Philadelphie, ou Kool G Rap, new-yorkais « old timer » et librettiste respecté, tous deux présents depuis le début des années 1980, illustrent cette généralisation d'ouest en est.

## Histoire
Le gangsta rap est un genre de musique hip-hop et de rap dérivé du rap hardcore originaire de la côte ouest des États-Unis,  plus précisément la Californie,  lancé à la fin des années 1980par Ice-T avec son célèbre titre :6’N the Morning sorti en 1986 et N.W.A qui se sont fait connaître en particulier grâce á l'album Straight Outta Compton sorti en 1988(un classique du gangsta rap)  d’ailleurs Dr dré , Ice Cube et Eazy E sont tous issus du groupe N.W.A ils connaîtront des carrière solo fulgurante.
Même si certaines personnes attribuent la création du Gangsta rap á Schooly D un rappeur originaire de Philadelphie ( East coast) avec son titre P.S.K sorti en 1985.mais aussi un peu plus tard notamment à travers ses représentants les plus célèbres tels que 2Pac, Snoop Dogg ou The Notorious B.I.G..
Le gangsta rap du début, entre la fin des années 1980 et le début des années 1990, avec des rappeurs et groupes comme N.W.A, Snoop Dogg, WC, et MC Eiht, représentait souvent la vie des gangsters des banlieues de Los Angeles caractérisée par la violence, le racisme, la vente de drogue, les persécutions de la police envers les jeunes noirs, les vols, la guerre des gangs (comme celle entre les Bloods et les Crips,,,,) sans trop montrer de valeurs matérielles.
Au milieu des années 1990, toute une culture est associée au gangsta rap : le port de vêtements, chaussures, bandanas, casquettes et foulards aux couleurs de son gang ; les crip-walk, et blood-walk, qui sont des danses associées à des gangs ; la mise en place d'un langage et d'une façon de parler gangsta. Le gangsta rap se popularise à travers le monde, notamment à cause des assassinats répétés d'artistes renommés de ce genre : 2Pac en 1996 et The Notorious B.I.G. en 1997. Ce genre musical commence à se propager vers la Côte est des États-Unis au milieu des années 1990 où il se popularise à New York grâce à des artistes comme Mobb Deep, Nas, Public Enemy et M.O.P. qui donnent un aperçu très sombre du gangsta gap. Le gangsta rap se développe aussi très tôt dans le sud des États-Unis avec, notamment le label Rap-A-Lot basé à Houston, au Texas, qui compte à cette période dans ses rangs le groupe Geto Boys et Scarface. Plus tard alors que le dirty south, et ce sont les rappeurs du label No Limit Records comme Master P, C-Murder, Mystikal, Sylk the Shocker et Snoop Dogg, originaires de La Nouvelle-Orléans en Louisiane, ainsi que Three 6 Mafia de Memphis, qui commencent à introduire un nouveau style de gangsta rap dans le Sud des États-Unis.
Dans les années 2000, une nouvelle vague de gangsta rap se répand au Texas (Paul Wall, Slim Thug, Mike Jones et Chamillionaire), en Géorgie (T.I., Young Jeezy, et Gucci Mane), en Floride (Rick Ross, Ace Hood, Flo Rida, et Brisco), dans le Tennessee (Yo Gotti, et Young Buck), à Chicago (Chief Keef, Lil Reese et Lil Durk).
En 2010, le gangsta rap est présent à travers tous les États-Unis avec des rappeurs représentatifs tels que 50 Cent, Trick-Trick, Ja Rule, The Game, Slim Thug, Mr. Criminal, Nu Jerzey Devil, et Nelly. Le style de représentation de ces rappeurs est avant tout de se montrer comme dominant et supérieur aux autres (« The Boss »), roulant dans des voitures de luxe (ou des lowriders qui sont l'emblème du gangsta rap de la côte ouest) souvent entourés de jolies filles, faisant l'apologie de l'argent et de l'attitude bling-bling[réf. souhaitée].

## Sous-genres

### Mafioso rap
Le mafioso rap, ou rap mafioso, est un sous-genre du rap hardcore créé par Kool G Rap à la fin des années 1980. Le rap mafioso de la côte est était en partie le pendant du gangsta rap de la côte ouest et du G-funk. Le mafioso rap se caractérise par des références à des mafieux et mafiosi célèbres, au racket et au crime organisé (en particulier la mafia sicilienne, la mafia italo-américaine, le crime organisé afro-américain et le crime organisé latino-américain ou les cartels de la drogue) ou par des sujets liés à la mafia. Bien qu'une grande partie du mafioso rap soit plus grinçant et plus orienté vers la rue, se concentrant sur le crime organisé au niveau de la rue, d'autres artistes de rap mafioso se concentrent souvent sur des sujets somptueux, complaisants, matérialistes et luxueux associés aux chefs du crime et aux mafieux de haut niveau, tels que les drogues coûteuses, les voitures, le champagne, et les entreprises semi-légitimes. Bien que le genre se soit éteint pendant plusieurs années, il réapparait en 1995 lorsque Raekwon, membre du Wu-Tang Clan, sort son album solo Only Built 4 Cuban Linx, acclamé par la critique. 

### Pimp rap

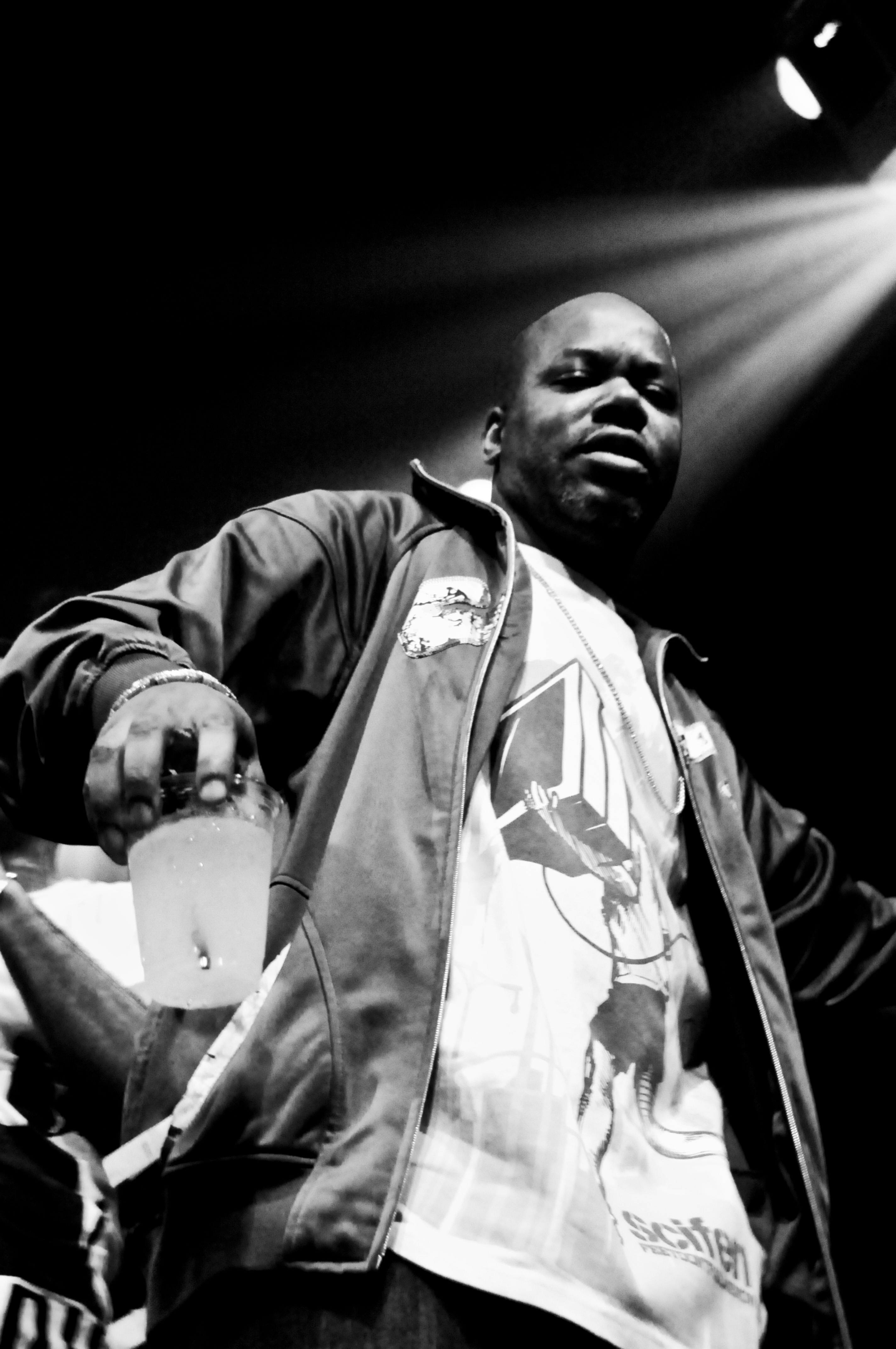
Too $hort, l'un des représentants du genre pimp rap.

Le pimp rap, ou mack rap, est un sous-genre du gangsta rap qui trouve ses origines dans la figure que joue le maquereau dans la culture populaire afro-américaine. Les rappeurs pimp rap s'inspirent ainsi de l'écrivain Iceberg Slim ou de films de blaxploitation tels que Super Fly et Le Mac ; et incarnent la figure du maquereau dans leurs chansons. En plus de la thématique du proxénétisme, la figure du maquereau influence aussi le vocabulaire des artistes de pimp rap, qui empruntent le phrasé des maquereaux,,.
Musicalement, le pimp rap est généralement caractérisé par des influences RnB, un rythme lent et des harmonies jazz. La musique est souvent jouée par un groupe plutôt qu'échantillonnée.
Les universitaires Margherita Angelucci et Wissal Houbabi, tout en précisant que les histoires racontées dans les morceaux de pimp rap sont largement fictionnelles et servent d'ego trip, estiment que ce genre est misogyne et qu'il génère un sentiment de sympathie pour le proxénétisme.
Parmi les premiers rappeurs à évoquer explicitement le proxénétisme comptent Ice-T (lui-même ancien proxénète) au sein de son album Rhyme Pays en 1987 ; Slick Rick, avec son titre Treat Her Like a Prostitute ; Too $hort ; Geto Boys ; Big Daddy Kane et Mac Dre.
Durant les années 1990, le pimp rap est représenté par Kool Keith et son album Sex Style ; 8Ball and MJG ; Snoop Dogg ; Dru Down ; Devin the Dude ; Do or Die (en) et Suga Free,. Durant les années 2000, plusieurs morceaux de pimp rap trouvent le succès, notamment P.I.M.P. de 50 Cent et Like a Pimp de David Banner. Le groupe Three 6 Mafia reçoit un Oscar pour sa chanson It's Hard out Here for a Pimp,.
Selon Complex, en 2014, le pimp rap est en déclin. Cependant, quelques rappeurs comme 100s maintiennent le genre en vie,.
Le pimp rap ne se limite pas aux États-Unis et est aussi par exemple présent en Italie où il est représenté par des artistes tels qu'Enzo Dong et Mondo Marcio. Contrairement aux rappeurs américains qui sont influencés par des œuvres préexistantes comme les films de blaxploitation et les livres d'Iceberg Slim, les rappeurs italiens s'inspirent directement des artistes de pimp rap américains, dont ils infusent les thèmes avec la culture italienne.

## Critique
Le gangsta rap est très critiqué pour les thèmes abordés dans les chansons et les attitudes de ses partisans. Ces observations proviennent, en grande partie, d'une catégorie de la population désapprouvant les idées véhiculées par cette musique : machisme, égoïsme, violence gratuite, homophobie, racisme, intolérance, et drogues, notamment. Certains rappeurs considèrent également que le gangsta rap doit éviter de reprendre sans cesse les mêmes thèmes, responsables, selon eux, d'une image tronquée de la culture hip-hop. Ce genre de rap est le plus diffusé parmi les différents courants provenant des États-Unis[réf. nécessaire].

## Artistes représentatifs
- Rap East Coast : 50 Cent, G-Unit, Ghostface Killah, Ice-T, Big L, KRS-One, Infamous Mobb, Ja Rule, Kool G Rap, Mobb Deep, The Notorious B.I.G..
- Rap West Coast : 2Pac, Outlawz, DJ Yella, Dr. Dre, Eazy-E, Ice Cube, MC Ren, Snoop Dogg, N.W.A, Westside Connection, Mack 10 (ancien membre), WC, The D.O.C., 213, Above the Law, B.G. Knocc Out et Gangsta Dresta, Celly Cel, Cypress Hill, Daz Dillinger, The Game, Goldie Loc, Mac Dre, MC Eiht, Mr. Criminal, Tha Dogg Pound, Too $hort, Kurupt, Bone Thugs-N-Harmony, Gucci Mane, Mac Dre, Master P, Rick Ross, Scarface, Three 6 Mafia, Trick-Trick, UniKKatiL, Xzibit, Nate Dogg.